# Le Prince et le Pauvre (film, 2000)
Pour les articles homonymes, voir Le Prince et le Pauvre (homonymie).
Le Prince et le Pauvre (The Prince and the Pauper) est un téléfilm américain réalisé par Giles Foster et diffusé en 2000 sur Odyssey Network.
Il est adapté du roman éponyme de Mark Twain.

## Synopsis
Londres, 1535.
Tout oppose Edward et Thomas : le premier est le fils choyé du roi Henri VIII, le second a grandi au sein d'un foyer pauvre et est élevé par un père alcoolique. Tout, sauf leurs visages. Leurs traits sont absolument identiques, au point de les confondre. Lorsque les enfants se rencontrent, ils décident d'échanger leurs vies pour quelques heures...

## Fiche technique
- Réalisation : Giles Foster
- Scénario : Duke Fenady et Dominic Minghella d'après un roman de Mark Twain.
- Société de production : HCC Happy Crew Company
- Durée : 90 minutes
- Lieu de tournage : Budapest, Hongrie

## Distribution
- Aidan Quinn : Miles Hendon
- Alan Bates : le roi Henry VIII
- Jonathan Hyde : Lord Hertford
- Jonathan Timmins : Edward Tudor, prince de Galles
- Robert Timmins : Thomas (Tom) Canty
- Tim Potter (en) : le gentleman
- Ian Redford : John Canty
- Alison Newman : Ann Canty
- James Greene : Cranmer
- Perdita Weeks : Lady Jane Grey
- James Saxon : Abbot
- Lajos Balázsovits : Sheriff
- Paul Brooke : Magistrat
- Ruth Platt : Sarah
- János Gyuriska : Hugh Hendon
- Zoltán Bereczki : le valet de pied